# Bäriswil
Bäriswil är en ort och kommun i distriktet Bern-Mittelland i kantonen Bern, Schweiz. Kommunen har 1 112 invånare (2023).